# Gain (ca sĩ)
Son Ga-in (Hangul: 손가인, Hanja: 孫佳人, Hán-Việt: Tôn Giai Nhân), thường được biết đến với nghệ danh Gain, là một nữ ca sĩ và diễn viên người Hàn Quốc. Cô là thành viên em út của nhóm nhạc nữ Hàn Quốc Brown Eyed Girls.

## Sự nghiệp

### 2005-09: Brown Eyed Girls & dự án solo
Brown Eyed Girls Son Ga-In được chú ý bởi các thành viên hiện tại của Brown Eyed Girls sau khi cô đã bị loại khi thử vai cho bộ phim thực tế Hàn nổi tiếng Let's Coke Play! Battle Shinhwa! Cô đã được biết đến nhờ nhà soạn nhạc Ahn Jung Hoon và mời đến thử giọng tại công ty của Brown Eyed Girls ', cuối cùng gia nhập nhóm. Bốn thành viên thực hiện một số chương trình nhỏ trước khi chính thức ra mắt là Brown Eyed Girls trong năm 2006. Trong cùng năm đó, cô thực hiện một bản song ca "Phải có tình yêu" với lãnh đạo SG Wannabe Kim Yong Jun, mà đã trở thành số một hit đầu tiên của cô trong suốt mùa Giáng sinh.
Mặc dù có những thành công ban đầu, nhưng nhóm đã không được chú ý đến nhiều cho đến năm 2009 nhóm nhạc của cô đã thực hiện một bước đột phá vào dòng chính của Hàn Quốc với bản hit của họ "Abracadabra", trong đó đáng chú ý đối với sự thay đổi của nhóm các hình ảnh của mình và hướng mới của họ. Sau thành công bất ngờ của bài hát, nhóm đã đi vào để trở thành một trong những cái tên được đề cập hầu hết các cô gái nhóm nhạc K-Pop.
Bên cạnh các hoạt động của cô với nhóm, cô cũng đã có các hoạt động solo, bắt đầu với sự xuất hiện của cô trong 4Tomorrow, một dự án hợp tác với Hyuna của 4Minute, After School UEE và Han Seung-yeon của KARA. Cô cũng phát hành một digital single mang tên "We Fell in Love" (우리 사랑 하게 됐어요) với sau đó We Got Married đối tác 2AM Jo Kwon, sáng tác bởi thành viên cùng nhóm Jea, Kim Eana và sản xuất bởi Lee Min-soo. Song ca trở thành một thành công lớn, là số của mình đang chạy dài một hit trên Gaon Chart.